# Panasianismo

El continente asiático.

El Panasianismo o Panasiatismo hace referencia a una ideología que promueve la unidad de todos los pueblos de Asia.

## Panasianismo japonés
El pansianismo se hizo popular en Japón durante la década de 1930.

## Panasianismo chino
Desde una perspectiva china, el Panasianismo japonés fue interpretado como una ideología racional enfocada en la agresión militar japonesa y la absorción política, como era el caso de las "Veintiuna exigencias". En 1917, Li Dazhao abogó por la liberación de las naciones de Asia y la constitución de una igualitaria Gran unión asiática. En 1924, Sun Yat-sen declaró que Occidente era hegemónico y que Oriente era Confuciano, y abogó por una total resistencia al colonialismo a través de una "Gran Asia" que unificara a las naciones asiáticas. Después del éxito de la revolución comunista, el entonces líder chino Mao Zedong y el resto de líderes nacionales chinos trataron de establecer activamente una política exterior a través de la cual debían promoverse y apoyarse todas las revoluciones comunistas que tuvieran lugar en los países vecinos de China (en principio, todas aquellas que ocurrieran en Oriente y Asia), lo que extendería la influencia del comunismo chino por otros estados asiáticos.
En época más reciente, el gobierno chino ha favorecido la idea un panasianismo que neutralice a Japón y también a Estados Unidos en el ámbito de Asia-Pacífico.